# 아사다촌 (아오모리현)
아사다촌(浅田村)은 아오모리현 산노헤군에 설치되었던 촌이다. 현재의 고노헤정에 해당한다.

## 연혁
- 1889년 4월 1일 - 정촌제 시행에 의해 산노헤군 아사미즈촌, 오기다촌과 합병해, 아사다촌이 성립하였다.
- 1955년 7월 1일 - 산노헤군 고노헤정, 가와우치촌과 합병해 고노헤정이 신설해 소멸하였다.